# Alaksandr Paułau
Alaksandr Paułau (biał. Аляксандр Паўлаў, ros. Александр Павлов; ur. 18 sierpnia 1984 w Białyniczu) – białoruski piłkarz grający na pozycji pomocnika, reprezentant Białorusi.